# Добыча (фильм, 2010)
«Добыча» (англ. Prowl) — фильм режиссёра Патрика Сиверсена.

## Сюжет
Городишко Фамфилд где-то в глубинке США. Юная Эмбер не собирается довольствоваться жизнью здесь и пытается уехать в Чикаго. Пятеро её друзей решают проехаться с девушкой, однако по дороге их автомобиль ломается. Неожиданно на дороге останавливается длинномер. Девушки уговаривают водителя Бернарда взять их с собой, в результате один из компании, Эрик, залезает в кабину, а остальные залезают в кузов.
Однако происходит что-то странное — машина приезжает на какой-то склад, где на ребят нападают какие-то мутанты. Очень быстро трое ребят погибают, в живых остаются Сьюзи и Эмбер, которые видят, как какая-то женщина расплачивается с Бернардом, а затем пьёт человеческую кровь. Затем, позвонив на мобильный телефон, она узнаёт, что жертвы её здесь. Для девушек начинается мучительная борьба за выживание. Эмбер убивает Бернарда, а затем какое-то время успешно убегает от преследователей.
Это впечатляет предводительницу мутантов Веронику, которая предлагает девушке остаться среди её «детей». Она сперва угощает Эмбер кровью, а затем предлагает ей полакомиться Сьюзи. От последнего «блюда» девушка отказывается, однако сущность её уже становится изменённой. Оказавшись на свободе, Эмбер перекусывает артерию старому бродяге, который пытался напасть на Сьюзи…

## В ролях
- Кортни Хоуп — Эмбер
- Рута Гедминтас — Сьюзи
- Джошуа Боуман — Питер
- Пердита Викс — Фиона
- Джейми Блэкли — Рей
- Саксон Трэйнор — Вероника
- Брюс Пэйн — Бернард
- Оливер Хоуз — Эрик
- Атанас Сребрев — Макс
- Майкл Джонсон — Кейт